# Melamadai
Melamadai é uma panchayat (vila) no distrito de Madurai, no estado indiano de Tamil Nadu.

## Demografia
Segundo o censo de 2001,  Melamadai  tinha uma população de 28,885 habitantes. Os indivíduos do sexo masculino constituem 51% da população e os do sexo feminino 49%. Melamadai tem uma taxa de literacia de 78%, superior à média nacional de 59.5%: a literacia no sexo masculino é de 82% e no sexo feminino é de 74%. Em Melamadai, 10% da população está abaixo dos 6 anos de idade.